# Paraje el Palomo
Paraje el Palomo är en ort i Mexiko.   Den ligger i kommunen Balleza och delstaten Chihuahua, i den nordvästra delen av landet, 1 100 km nordväst om huvudstaden Mexico City. Paraje el Palomo ligger 2 842 meter över havet och antalet invånare är 113.
Terrängen runt Paraje el Palomo är kuperad söderut, men norrut är den platt. Paraje el Palomo ligger uppe på en höjd. Runt Paraje el Palomo är det mycket glesbefolkat, med 3 invånare per kvadratkilometer. Närmaste större samhälle är Aserradero Pilares, 13,0 km söder om Paraje el Palomo. I omgivningarna runt Paraje el Palomo växer huvudsakligen savannskog.